# Lupinus cardenasianus
Lupinus cardenasianus är en ärtväxtart som beskrevs av Charles Piper Smith. Lupinus cardenasianus ingår i släktet lupiner, och familjen ärtväxter. Inga underarter finns listade i Catalogue of Life.